# 230-talet

## Händelser
- 230 - Del av romerskpersiska krigen. Ardashir I av Persien invaderar den romerska provinsen Mesopotamien. Kejsar Alexander ger sig av österut, för att bekämpa perserna.
- 235 - Krisen under 200-talet. Trycket mot Romarriket från goterna, quaderna, parterna, frankerna och alemannerna ökar. Efter att ha blivit besegrade av germanerna massakreras Alexander Severus och hans mor Julia Mamaea nära Mongontiacum (nuvarande Mainz) av sina soldater.

## Födda
- Omkring 230 – Carus, kejsare av Rom.
- 232 – Probus, kejsare av Rom.
- Omkring 237 – Filip II, kejsare av Rom.

## Avlidna
- 230 - Dio Cassius, romersk historiker (död omkring detta år)
- 234 - Han Xiandi, den siste kejsaren av den kinesiska Handynastin